# Teemo
Teemo é um personagem fictício da franquia League of Legends da Riot Games. Descrito como uma pequena criatura peluda da raça fictícia yordle, Teemo foi um dos primeiros personagens criados para o jogo.

## Conceito e desenvolvimento
Teemo foi lançado junto com League of Legends entre o primeiro elenco de personagens disponíveis, durante seu lançamento alfa. O personagem foi originalmente concebido como parte da raça fictícia yordle, para tipificar o arquétipo "pequeno e poderoso". Como um dos primeiros personagens yordle, Teemo ajudou a estabelecer um molde para muitos outros personagens do jogo. Foi originalmente projetado para ser um olheiro rápido com habilidades utilitárias, mas os desenvolvedores determinaram que ele precisava desempenhar um papel mais voltado para dano por segundo para ser uma escolha viável. Os desenvolvedores adicionaram habilidades de dano, como armadilhas envenenadas e dardos envenenados, que permitem que Teemo cause dano aos jogadores inimigos ao longo do tempo. Suas várias habilidades contribuíram para sua reputação inicial como um dos personagens mais irritantes de se jogar contra. Apesar de suas altas habilidades de dano, Teemo não possui controle de multidão útil e capacidades de luta em equipe, o que impede seu uso nos níveis mais altos do jogo competitivo.
A história de Teemo continua simples, mas foi revisada pelo menos quatro vezes ao longo do tempo no jogo, com várias histórias caracterizando-o como um personagem caloroso que de repente se transformará em um assassino de sangue-frio.

## Aparições
A primeira aparição de Teemo foi em League of Legends, onde estreou como um dos primeiros personagens. Em 2024, Teemo recebeu uma grande atualização visual para seu modelo de personagem base e várias skins cosméticas, juntamente com um novo dublador, citações e uma música tema personalizada exclusiva. Os designers tentaram se concentrar em destacar a jogabilidade travessa de Teemo no novo design. As reações à atualização foram mistas.
Teemo também aparece nos jogos League of Legends: Wild Rift e Bandle Tale. Além disso, Teemo aparece como um easter egg na série de televisão Arcane da Netflix.

## Recepção e legado

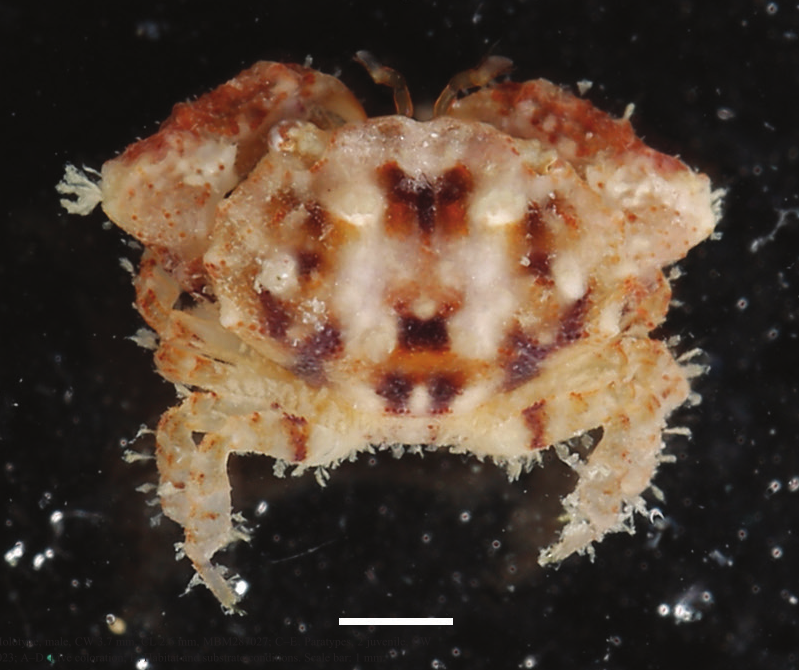
Gothus teemo, uma espécie de caranguejo que recebeu esse nome em homenagem ao personagem.

Teemo originalmente tinha uma reputação entre os fãs por estar entre os personagens mais irritantes do jogo, mas também se tornou um dos mascotes não oficiais do jogo. Suas habilidades e aparência contrastantes foram fontes de memes da internet entre a comunidade de fãs de League of Legends. Um meme comum na comunidade comparou Teemo ao diabo, brincando. Eventualmente, os desenvolvedores reconheceram o meme e criaram uma skin de traje de diabo.
Embora ele mantenha a reputação de ser irritante, a viabilidade real de Teemo como um personagem competitivo no jogo variou. No cenário competitivo de League of Legends, Teemo é considerado uma "escolha de meme".
Em 2024, uma espécie de caranguejo recebeu o nome de Teemo por ter tamanho e coloração pequenos semelhantes ao personagem.